# Сабурова дача
Сабурова дача («Сабурка») — харківська обласна клінічна психіатрична лікарня № 3, один з найбільших наукових центрів в області психіатрії Російської імперії, СРСР та України.
Історія найменувань «Сабурової дачі» (як Харківської лікарні для божевільних):
- з 1820 — лікарня Наказу громадського піклування на території Сабуровой дачі,
- з 1865 — Харківська губернська земська психіатрична лікарня;
- з 1918 — 4-та радянська лікарня ім. Я. М. Свердлова;
- з 1926 — Український інститут клінічної психіатрії та соціальної психогігієни;
- з 1955 — Харківська психоневрологічна лікарня;
- з 1960 — Харківська міська клінічна психіатрична лікарня № 36;
- з 1976 — Харківська міська клінічна психіатрична лікарня № 15;
- з січня 2005 — Харківська обласна клінічна психіатрична лікарня № 3.

Також Сабуровою дачею називається невелика історична частина Харкова між Салтівськім шосе, вулицею Академіка Павлова та річкою Немишля в районі 3-й психіатричної лікарні.

## Історія Сабуровой дачі
У 1793 Наказ громадського піклування в Харкові вибудував гамівний будинок. У 1796 у Харкові побудований будинок божевільних та невиліковно хворих. Інші частини «богоугодних закладів» розміщувалися в особливому будинку до 1812 (будівля клінік університету). У 1812 всі соматичні відділення «богоугодного закладу» були переведені на територію колишньої заміської резиденції генерала Сабурова — намісника Катерини II на Слобожанищині. У 1820 сюди переведений та будинок божевільних, відкритий в 1796. Тому і харківські «богоугодні заклади» отримали назву Сабурової дачі. Будинок божевільних у 1820 було переведено в один з двох півтораповерхових флігелів, що перебували з боків центральної напівкруглої будівлі (приміщення колишнього театру), займаючи невелике місце. Сама лікарня Наказу громадського піклування в Харкові в той час була змішана. У ній, крім невеликого контингенту душевнохворих, значилося 225 ліжок соматичних, з них 125 ліжок для осіб військового відомства.
Як лікувальний заклад, Сабурова дача розташована на території колишньої садиби генерал-губернатора Слобожанщини Петра Сабурова, що знаходиться по дорозі з Харкова на Старий Салтів (нині вулиця Академіка Павлова, 46). Губернатор заповідав свій маєток та будинок лікарні, оскільки мав душевнохвору дочку. До 1897 року це була найбільша психіатрична клініка в Російській імперії, на 1100 місць.
У 1921 році тут було організовано психоневрологічний інститут, а у 1961 році відкрита перша в світі кафедра психотерапії, психопрофілактики та психогігієни. Саме тут К. І. Платонов вперше застосував гіпноз як анальгетик, насамперед при пологах.
18 грудня 1941 року на розі Салтівського шосе і нинішнього проспекту Льва Ландау, в двох кілометрах від лікарні, німцями було розстріляно більше 470 пацієнтів та кілька медсестер, які не побажали залишити хворих Сабурової дачі. На цьому місці встановлена пам'ятна стела. На цей[який?] момент ведеться забудова їх братської могили торговим центром.

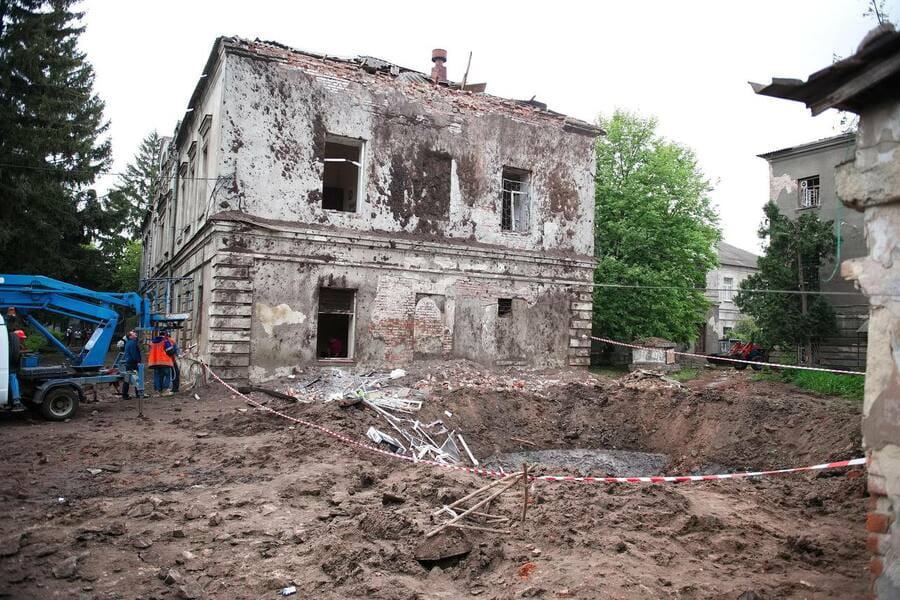
Воронка між корпусами лікарні (27 квітня 2024)

У ніч проти 27 квітня 2024 року по території лікарні завдано ударів двома ракетами С-300 російські війська. Ракети влучили в землю між корпусами. У лікарні були вибиті вікна, пошкоджено оздоблення приміщень, дахи, лінії електропередач, водогін та інші комунікації; поранено одну пацієнтку.

## Знамениті пацієнти лікарні
- Наприкінці 1880 тут провів кілька місяців письменник Всеволод Гаршин.
- Відомий поет Велимир Хлєбніков перебував на обстеженні в лікарні влітку 1919. Справа в тому, що в червні Харків був зайнятий Добровольчою армією генерала Май-Маєвського, і Хлєбнікову загрожував призов до Білої армії. Знайомі лікарі, співчуваючі йому, направили його на медичний огляд в психіатричну лікарню на Сабуровій дачі. Там він написав вірш «Ангели».
- У 1905 в лікарні під виглядом хворого переховувався від поліції відомий більшовик Артем, в майбутньому глава Донецько-Криворізької республіки.
- Олег Мітасов — «міський божевільний».
- В тунелях опалювальної системи лікарні в роки першої російської революції 1905–1906 з відома деяких лікарів ховалося зброя, прокламації та агітаційна література більшовиків.
- На початку 1960-х тут деякий час перебував Едуард Савенко (Лимонов).

## Фольклор
Враховуючи факт періодичної зміни (зменшення) номера психіатричної лікарні, серед її працівників народився жарт: «Раніше в Харкові божевільним був кожен 36-й, потім кожен 15-й, тепер кожен 3-й».